# Galaxy Express 999 (vaisseau)

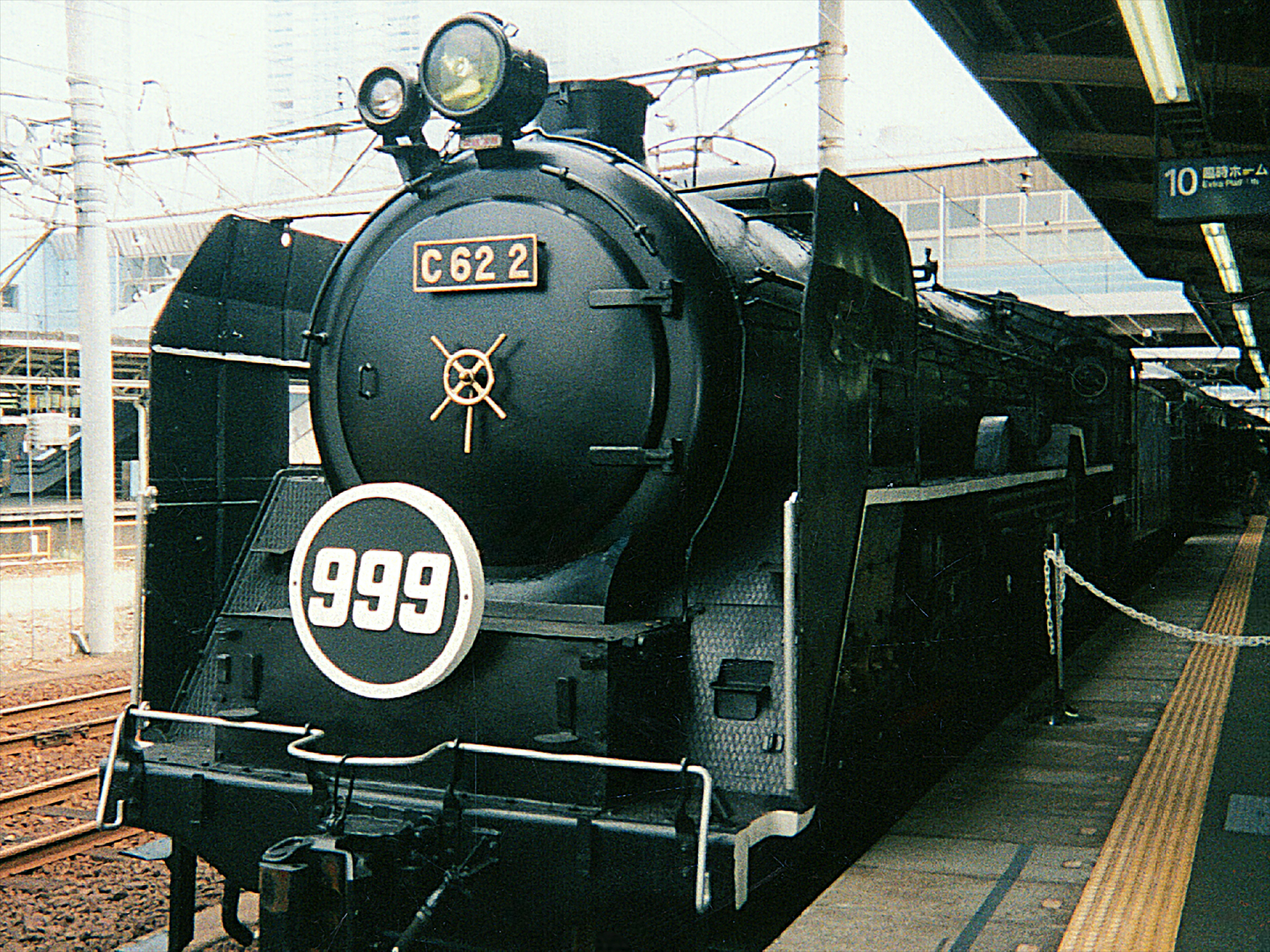

Le Galaxy Express 999 est un train spatial créé par Leiji Matsumoto dans le manga du même nom. C'est à son bord que voyagent Maetel et Tetsuro Hoshino. Il est géré par la locomotive ayant le design d'une locomotive à vapeur C62 mais équipé d'un superordinateur, de son contrôleur et, à partir du tome 14, de Canon, esprit électrique s'occupant du rôle de machiniste.
Le vaisseau est très grand : il contient entre autres une bibliothèque, un bloc chirurgical, un restaurant et plusieurs wagons-couchettes.